# Aso Hiroshi
Hiroshi Aso (sinh ngày 8 tháng 4 năm 1974) là một cầu thủ bóng đá người Nhật Bản.

## Sự nghiệp câu lạc bộ
Hiroshi Aso đã từng chơi cho Nagoya Grampus Eight.